# Omar Koroma
Omar Alieu Koroma (* 22. Oktober 1989 in Banjul) ist ein gambischer Fußballspieler, der für Dulwich Hamlet spielt.

## Karriere

### Verein
Omar Koroma spielte von 2007 bis 2008 in seiner Heimat Gambia bei den Hawks Banjul. Im Oktober 2007 absolvierte er ein Probetraining beim englischen Klub FC Watford. In Watford beeindruckte er durch seine Leistung, war aber nicht in der Lage sich eine Arbeitserlaubnis zu holen. Er trainierte auch beim FC Southampton, doch auch dort bekam er keinen Vertrag. Im Juli 2008 hatte er ein Probetraining mit einigen Freundschafts- und Vorbereitungsspielen beim FC Portsmouth. Auch dort hinterließ er Eindruck und man bot ihm einen festen Vertrag an. Dieses Mal bekam er die Arbeitserlaubnis, da er einen englischen Partner heiratete.
Kurz nach der Unterzeichnung des Vertrages bemühte sich Norwich City um ein Leihgeschäft mit Koroma. Am 4. August 2008 gab der damalige Trainer Harry Redknapp bekannt, dass man sich mit den Hawks Banjul einigen konnte, doch Koroma wurde sofort für ein Jahr an Norwich City verliehen. Sein erstes Spiel für Norwich absolvierte er am 9. August bei der 0:2-Niederlage gegen Coventry City, wo er als Einwechselspieler ins Spiel kam. Im Dezember 2008 erlitt er eine schwere Knöchelverletzung, die im Januar 2009 operiert wurde, er hatte eine Zwangspause von zehn bis zwölf Wochen. Daraufhin kehrte er Ende Januar nach Portsmouth zurück, spielte von dort an aber nur noch in der Reservemannschaft und sein Vertrag wurde im Juni 2010 nicht mehr verlängert.
Im Dezember 2010 absolvierte er ein Probetraining im dänischen Verein Brøndby IF.
Im April 2012 trainierte er bei den Forest Green Rovers und erzielte das 2:1 gegen die Reservemannschaft von Crawley Town. Im Mai unterzeichnete Koroma einen Dreijahresvertrag bei den Rovers. Am 27. August debütierte er für die Rovers gegen Kidderminster Harriers, wurde jedoch nach 34 Minuten des Feldes verwiesen.

### Nationalmannschaft
Koroma wurde im September 2008 im Rahmen der Qualifikation für die Fußball-Weltmeisterschaft 2010 für die Spiele am 6. September gegen Liberia und am 11. Oktober gegen Senegal nominiert. Beim 3:0-Sieg über Liberia wurde er in der 88. Minute für Njogu Demba-Nyrén eingewechselt. Auch beim 1:1-Unentschieden gegen Senegal kam er zum Einsatz, dieses Mal wurde in der 85. Minute wiederum für Demba-Nyrén eingewechselt.